# La Machine à écrire
La Machine à écrire est une pièce de théâtre en trois actes de Jean Cocteau, inspirée par l'affaire de Tulle et jouée pour la première fois le 29 avril 1941 au Théâtre Hébertot, à Paris, dans une mise en scène de Raymond Rouleau.

## Argument
Toute une ville affolée, exaspérée par des mystérieuses lettres s'abattant sur chaque famille, où les tares secrètes des uns et des autres étaient mises à nu, dénoncées, menacées de révélation publique. Un drame balzacien, dont Jean Cocteau fait un bizarre divertissement psychologique et policier, sorte de ballet pour intellectuels désœuvrés, auquel il ne faut demander ni vraisemblance dans les péripéties ni vérité dans les caractères.
L'action se concentre sur Didier, ses fils jumeaux Maxime et Pascal, sa fille adoptive Margot et une jeune veuve, Solange, qui a aimé Didier et qui est devenue la maîtresse de Maxime. Les rapports ambigus entre ces cinq personnages et Fred, leur ami, qui, en même temps enquête sur l'affaire, constituent l'intérêt principal de cette pièce de boulevard qui se termine en tragédie, dans la version définitive de 1941.

## De la genèse en 1939 à la création de la pièce en 1941
Début 1939. Albert Willemetz, directeur du Théâtre des Bouffes-Parisiens, incite Cocteau à écrire, pour le boulevard, un drame inspiré de la célèbre affaire corrézienne des lettres anonymes de Tulle. En mai, Cocteau présente une première version de la pièce, mais Willemetz lui demandent de revoir le texte car le dénouement de cette affaire de lettres anonymes est insatisfaisant. Après l’exode de juin 1940, réfugié à Perpignan, Cocteau retravaille son texte, reprenant entièrement le troisième acte. C’est cette deuxième version dite perpignanaise, au dénouement tragique, datant de l’été de 1940, qui  sera retenue pour la création de la pièce en 1941.

### Le thème de la gémellité
La pièce repose sur la gémellité : l’un des jumeaux est « bon » et l’autre est « mauvais ». Ce thème de la gémellité est redondant dans l’œuvre de Cocteau.  Le double rôle des frères jumeaux interprété par Jean Marais dans La Machine à écrire entre en résonance avec d’autres personnages de Cocteau : Gaalad et le faux Galalad dans Les Chevaliers de la Table ronde, l'anarchiste Stanislas, sosie du roi dans L'Aigle à deux têtes, Ruy Blas et Don César dans Ruy Blas, Avenant, le Prince, et la Bête dans La Belle et la Bête, tous interprétés par le même acteur.
La pièce appartient au répertoire du théâtre de boulevard : une petite ville de province est mise sens dessus dessous par une série de lettres anonymes. C’est une famille peu conformiste que choisit Cocteau pour observer les désordres de la société. Deux jumeaux (Pascal et Maxime) en situation de rivalité, un père veuf (Didier) à la fois sévère et démissionnaire, une jeune fille (Margot, la nièce) capricieuse et exaspérante qui, de son grenier, joue la folle du logis et deux figures d’adultes qui compliquent le jeu : Fred, l’ami de longue date, policier en mission secrète ; Solange, la belle et douloureuse châtelaine de Malemort, naguère éprise du père, et à présent amoureuse de Maxime, fils maudit, qui sortant de prison, est revenu rôder dans la ville en décomposition. Pièce à forte tonalité policière et romanesque. Mystère que le spectateur cherche à percer : Qui est le corbeau ? Est-ce Margot ? Maxime ou Solange ?

### Première version de la pièce
Elle propose un dénouement heureux : aucun des protagonistes auxquels le spectateur était amené à s’intéresser n’est le corbeau. Margot engage sa vie amoureuse auprès de Pascal sur des bases plus claires ; Solange quitte Malemort pour Paris et met un terme à sa  liaison impossible avec le jeune Maxime, tête brûlée d’aventurier, qui migre aux Indes ; Fred devient l’ange de la réconciliation générale. Ce happy end est rendu possible par le surgissement ex nihilo du coupable. Le corbeau n’est autre que la Demoiselle des postes, Monique Martinet, nommée mais invisible sur scène, permettant de sortir du drame, comme on se réveille d’un mauvais rêve. Tout le monde était soupçonné et soupçonnable mais, finalement, le mal vient d’ailleurs. C’est cette fin, dramatiquement frustrante, que les gens de théâtre, Albert Willemetz, Jacques Hébertot, Alice Cocéa, Raymond Rouleau, souhaitaient voir modifier. « Ils voulaient absolument un vrai coupable » écrit Jean Marais dans « Histoires de ma vie ».

### Seconde version controversée
Elle propose une modification de taille, en la personne de Solange. La dame de Malemort, femme mûre tardivement prise par la passion, devient ainsi le coupable tout à la fois surprenant et prédestiné du drame. En se donnant la mort, Solange sauve la morale à deux titres puisque le crime social du corbeau et le crime moral de la femme mûre amoureuse d’un tout jeune homme sont punis.
La pièce ainsi modifiée est créée, dans une mise en scène de Raymond Rouleau, le 29 avril 1941 au Théâtre Hébertot. D’abord refusée par la censure allemande, qui y voit une critique de l’Occupation, puis autorisée après la suppression d’une scène, la pièce était partie pour faire des remous. En effet, elle fut à l’origine de l’un des plus grands scandales que connut Cocteau. L’attaque vient de la presse collaborationniste et particulièrement du journal Je suis partout. Le 12 mai 1941, François Vinneuil, alias Lucien Rebatet, auteur du livre antisémite Les Tribus du cinéma et du théâtre, signe un article intitulé « Marais et marécage ».  affirmant que cette pièce « est le type même du théâtre d’invertis ».  Alain Laubreaux, le 19 mai et le 16 juin, poursuit dans le même journalle travail de destruction commencé par Vinneuil, accusant la pièce de décadence et de perversité. Selon lui, La Machine à écrire, avec ses lettres anonymes prétendant faire justice, à une époque où le régime de Vichy appelait quotidiennement à la délation, représentait l’exemple caractéristique du théâtre de l’anti-France. Laubreaux se préparait à éreinter la pièce sans même l'avoir vue. « Vous pouvez dire à Laubreaux que s'il le fait je suis casserai la figure » déclara Jean Marais. La suite du scandale est proprement spectaculaire : Jean Marais, croisant Alain Laubreaux le soir du 12 juin 1941 dans un restaurant, 80 boulevard des Batignolles (Paris), « lui cassa la figure»  comme il l’avait annoncé,.

### Une pièce à l'image de la société de l'époque
Bien que pour l'essentiel sa conception date d'avant l’Occupation, La Machine à écrire semble le reflet de cette période de décomposition. La ville empoisonnée par les lettres anonymes est à l’image de la société malade dans laquelle vivaient les spectateurs de 1941. C’est tellement vrai, que l’acteur Jacques Baumer, interprète de Fred, racontait à la revue Vedettes (No 29 du 31 mai 1941) qu'au troisième acte, lorsque Jean Marais criait de façon tonitruante « Police ! », il avait l’impression que la moitié de la salle allait se lever et se sauver.  
La pièce de Cocteau, en fait, est le pendant théâtral du film d’Henri-Georges Clouzot Le Corbeau (1943). Les deux œuvres s’inspirent en effet d'une affaire criminelle qui fit du bruit à son époque : l'affaire des lettres anonymes de Tulle.

## Mise en scène et distribution à la création en 1941
- Mise en scène : Raymond Rouleau
- Décors :  Jean Marais[11]
- Fred, 40 ans : Jacques Baumer
- Didier, 48 ans : Louis Salou
- Pascal Maxime, 23 ans : Jean Marais
- Solange, 39 ans : Gabrielle Dorziat
- Margot, 24 ans : Michèle Alfa
- La Demoiselle des postes : Jandeline

## Reprise de la pièce en 1956
La pièce aura donné beaucoup de peine à son auteur. En fait, Cocteau hésita entre deux conclusions, l’une heureuse, l’autre tragique. La première version, achevée à Versailles au printemps de 1939 et qui était pourvue d’une fin heureuse, sera néanmoins ultérieurement considérée par Cocteau comme la véritable version « originale » de sa pièce. C’est cette version qui sera montée le 11 mars 1956 à la Comédie-Française (salle Luxembourg), réunissant une distribution dont Robert Hirsch et Annie Girardot furent les vedettes. La pièce fut jouée par la suite au Théâtre royal du Parc à Bruxelles les 16, 17 et 18 mars 1956.

## Mise en scène et distribution à la reprise en 1956
- Mise en scène : Jean Meyer
- Décors : Suzanne Lalique
- Fred : Jean Meyer
- Didier : Jacques Servières
- Pascal et Maxime : Robert Hirsch
- Solange : Lise Delamare
- Margot : Annie Girardot

## Retransmission radiophonique
- 1953 : La Machine à écrire, émission de radio - Production et réalisation : Henri Soubeyran  -  Émission : Cycle Jean Cocteau  - Archive: INA Radio France. Diffusée le 11 novembre 1953  Avec : Marcel André (Fred) – Serge Nadeau (Didier) – Raymond Pellegrin (Pascal et Maxime) – Gabrielle Dorziat (Solange) – Michèle Alfa  (Margot) – Jandeline (Monique, la demoiselle de la poste) – Pierre Leproux (le récitant)
- (en) « Jean Cocteau - La machine à écrire », sur audiolitterature.com via Internet Archive (consulté le 31 décembre 2023)

## Adaptation à la télévision
- 1966 : La Machine à écrire, téléfilm français de Gilbert Pineau d'après la pièce de théâtre de Jean Cocteau, avec Jean Leuvrais (Fred) – Jean-Pierre Kérien (Didier) – Robert Benoît (Pascal et Maxime) – Anouk Ferjac (Solange) – Anna Gaël (Margot) – Josette Vardier (Monique)
- (« La Machine à écrire » (présentation de l'œuvre), sur l'Internet Movie Database)